# Joyce Tyldesley
Joyce Ann Tyldesley(ová) (* 1960, Bolton v hrabství Lancashire, Spojené království) je britská archeoložka a egyptoložka. Archeologii studovala v Liverpoolu a Oxfordu.
Je manželkou egyptologa Stevena Shape. Má dvě děti. Je autorkou mnoha televizních pořadů BBC i populárně-vědeckých publikací o starověkém Egyptě. Některé z nich byly přeloženy i do češtiny.